# کارزار تخریبی
کارزار تخریبی یا سمپاشی پخش عمدی اطلاعات منفی دربارهٔ کسی/چیزی به منظور تخریب وجههٔ عمومی او/آن است.
انگیزه پخش این دست اطلاعات یا ناشی از میل صادقانهٔ کارزارگر برای مطلع کردن دیگران از خطرات یا عیب‌های آن کس/چیز است، یا برخاسته از نظرهای دغلکارانهٔ کارزارگر دربارهٔ نحوهٔ پیروز شدن بر رقیبِ صادق در رقابت‌های سیاسی، کاری، و غیره. برای مثال، بسیاری بر این باورند که در انتخابات ریاست جمهوری ۲۰۱۶ و نیز ۲۰۲۰ ایالات متحدهٔ آمریکا، تعداد زیادی حساب‌های جعلی توئیتری از هر دو طرف که توسط ربات‌های شبکه اجتماعی گردانده می‌شدند، تلاش می‌کردند تا به روش‌های مختلف حزب مقابل را تخریب کرده و جریان فکری منفی بر ضد آن ایجاد کنند. 
وجههٔ عمومی یک شخص/چیز یعنی آبرو، ارج، احترام، مقبولیت ظاهر، ارزش‌ها و رفتار آن شخص/چیز نزد عموم مردم در یک منطقهٔ جغرافیایی معین یا در یک گروه اجتماعی، احتمالاً در زمانی مشخص. از آنجا که گروهای عمومی متنوعند و ارزش‌هایشان متفاوت است، منفی یا مثبت بودن وجههٔ عمومی یک شخص/چیز نسبی است. در نتیجه، کارزارهای تخریبی برای موفق بودن باید ارزش‌های کنونی گروه مخاطب را مد نظر قرار دهد. جدیت گروه برای عمل کردن به ارزش‌هایش در مقابل تحملش در برابر نقض هنجارهایش نیز باید مد نظر قرار گیرد.